# Nhà Tưởng niệm Đại bàng đen
Nhà Tưởng niệm Đại bàng đen (tiếng Slovakia: Pamätný dom Čierny orol) là một tòa nhà lịch sử ở Liptovský Mikuláš, vùng Žilina, Slovakia. Vào năm 1961, tòa nhà này được tuyên bố là di tích văn hóa quốc gia.

## Lịch sử
Ngày 22 tháng 8 năm 1830 - buổi biểu diễn sân khấu đầu tiên diễn ra, đó là vở hài kịch Kocúrkovo của Sam Chalupka
1832 - 1840 - Gašpar Fejérpataky-Belopotocký thành lập tại đây Nhà hát Slavonic Thánh Nicholas - hiệp hội sân khấu nghiệp dư đầu tiên của Slovakia
1847 - 1918 - M. M. Hodž thành lập trụ sở của Hiệp hội thức tỉnh quốc gia đặt tên là sòng bạc Meštianske "Větín"
1861 - trở thành trụ sở của Hiệp hội Quản lý Sân khấu ở Liptovský Mikuláš
1880 - đại trùng tu tòa nhà
1914 - trở thành trụ sở của Đơn vị Giáo dục Thể chất Công nhân ở Liptovský Mikuláš
Năm 1916 - trở thành rạp chiếu phim, hiện nay rạp chiếu phim này đã ngừng hoạt động
Ngày 1 tháng 5 năm 1918 - một đại hội nhân dân được Đảng Dân chủ Xã hội Thánh Nicholas tổ chức tại đây. Nghị quyết Thánh Nicholas được thông qua. Theo đó, lần đầu tiên, quốc gia Slovakia công khai đăng ký quyền tự quyết và nêu ý tưởng về sự có đi có lại của Séc-Slovakia. Từ năm này, Đại bàng đen được biết đến với tên gọi Nhà Công nhân
1928 - tấm bảng tưởng niệm nhân dịp kỷ niệm 10 năm Đại hội ngày 1 tháng 5 năm 1918 được đặt phía trên tòa nhà, tác giả là Ladislav Majerský
1948 - trở thành trụ sở của Hợp tác xã tiêu dùng Jednota
1983 - 1994 - được Bảo tàng Liptov ở Ružomberok quản lý và tái thiết toàn bộ di tích, có một cuộc triển lãm thường trực mang tên Săn bắt và Đánh bắt ở Liptov, đồng thời cũng là một bộ phận về văn học giáo dục và khu vực của Thư viện Liptov của Gašpar Fejérpataky-Belopotocký.